# Pierre de Chantelouve
La Pierre de Chantelouve, ou Pierre des Saints, est une pierre à cupules située à Lanslevillard, dans le département de la Savoie, en France.

## Localisation
La pierre de Chantelouve est située sur le même axe que la grande majorité des gravures rupestres du Grand roc Noir. Sur un axe nord-ouest / sud-est et sur quelques kilomètres, les sites d'art rupestre s'échelonnent sur les flancs nord et sud du sommet du Grand roc Noir.

## Protection
La pierre de Chantelouve a été classée monument historique en 1911.